# عمر الراشد
عمر رزق الراشد (مواليد 19 نوفمبر 1998) هو لاعب كرة قدم سعودي يلعب حالياً في نادي الجندل .

## مسيرة اللاعب
لعب في نادي القلعة ونادي العروبة ونادي جرش ونادي الجندل.